# 恆春鐵莧
恆春鐵莧（学名：Acalypha matudai）为大戟科鐵莧菜屬下的一个种。

## 扩展阅读
- 維基物種上的相關：恆春鐵莧